# Xanthorhoe undulata
Xanthorhoe undulata är en fjärilsart som beskrevs av Alfred Philpott 1913. Xanthorhoe undulata ingår i släktet Xanthorhoe och familjen mätare. Inga underarter finns listade i Catalogue of Life.